# بيت قرين
تعد قرية بيت قرين من القرى الصغيرة في قضاء تلكلخ والتي يغلب عليها المناخ الساحلي نظرا لقربها من ريف طرطوس الجنوبي، تمتاز هذه القرية الجميلة بوقوعها ضمن مجموعة من الهضاب والجبال الصغيرة والتي يجعل منها مكانا مميزا، حيث تنتشر عليها مجموعة من اشجار الصنوبر والكينا، كما أنها مشهورة بزراعة محاصيل عديدة عالزيتون، البرتقال، والملفوف والعديد من المحصولات الآخرى، يمر القطار الواصل من اللاذقية وحتى دمشق يضفي منظرا رائعا لهذه القرية.